# Marija Abakumowa
Marija Wasiljewna Abakumowa (Мария Васильевна Абакумова; ur. 15 stycznia 1986 w Stawropolu) – rosyjska lekkoatletka specjalizująca się w rzucie oszczepem.
Dwukrotna uczestniczka igrzysk olimpijskich – w Pekinie (2008) zdobyła srebrny medal poprawiając swoim wynikiem rekord Europy, w Londynie (2012) była w finale dziesiąta. Trzykrotna medalistka mistrzostw świata (2009, 2011 i 2013). Pierwszy sukces na arenie międzynarodowej odniosła w 2003 zajmując czwarte miejsce w mistrzostwach świata juniorów młodszych. Wielokrotna medalistka mistrzostw Rosji, rekordzistka kraju oraz reprezentantka w pucharze Europy, zimowym pucharze w rzutach lekkoatletycznych i drużynowym czempionacie Starego Kontynentu. Jesienią 2012 poślubiła rosyjskiego oszczepnika Dmitrija Tarabina.
Po decyzji MKOL z dnia 13 września 2016 został jej odebrany srebrny medal wywalczony na Igrzyskach w Pekinie, a dwa lata później Athletics Integrity Unit anulowało jej wyniki od sierpnia 2008 roku do sierpnia 2012 roku.
Rekord życiowy: 70,53 (1 sierpnia 2013, Berlin) – rezultat ten jest aktualnym rekordem Rosji i 4. wynikiem w historii światowej lekkoatletyki.

## Kariera

### Początki
W dzieciństwie oszczepniczka startowała w gimnastyce artystycznej. W związku ze zbyt dużym wzrostem musiała zaprzestać treningów w tej dyscyplinie sportu i zajęła się piłką nożną, pływaniem, tenisem oraz ostatecznie lekkoatletyką, z którą zawodowo związana była jej matka. Na początku zajęła się siedmiobojem, który porzuciła przez problemy z jedną z konkurencji – biegiem na 800 metrów. Po tej decyzji zaczęła uprawiać biegi przez płotki jednak w wieku 16 lat podczas mistrzostw Rosji juniorów młodszych uderzyła nogą w płotek i doznała kontuzji, która uniemożliwiła jej treningi przez pół roku. W swoim pierwszym starcie w rzucie oszczepem, na którym skupiła się po wyleczeniu urazu, zajęła drugą lokatę i pojechała na mistrzostwa świata juniorów młodszych.

### 2003–2005
W międzynarodowych zawodach zadebiutowała w 2003 roku zajmując w Kanadzie czwarte miejsce podczas mistrzostwa świata juniorów młodszych. Rok później – już w gronie juniorek – nie udało jej się przebrnąć przez eliminacje na mistrzostwa globu do lat 20. Największe sukcesy w tym okresie kariery święciła w 2005 – najpierw była druga w zawodach zimowego pucharu w rzutach lekkoatletycznych, później zadebiutowała w pucharze Europy i zdobyła mistrzostwo Europy juniorów. Na koniec tego sezonu zajęła ósme miejsce na uniwersjadzie w Izmirze. W lutym 2005 wynikiem 59,53 ustanowiła nowy rekord Rosji juniorów, który następnie wyrównała w lipcu.

### 2006–2007
W 2006 nie odnosiła znaczących sukcesów na arenie międzynarodowej, jednak zdobyła brązowy medal mistrzostw Rosji. Sezon 2007 rozpoczęła od dwóch zwycięstw w sezonie zimowym – odniosła triumfy podczas zimowego czempionatu Rosji oraz zimowego pucharu Europy w rzutach. W czerwcu wygrała mistrzostwa swojego kraju w kategorii młodzieżowców, a kilka tygodni później uplasowała się na szóstym miejscu (z wynikiem 54,25) młodzieżowych mistrzostw Starego Kontynentu. Brała udział w mistrzostwach świata w Osace, w których zajęła siódme miejsce – oszczepniczka uznała je za swój sukces. Na koniec roku, w październiku, zdobyła srebrny medal światowych igrzysk wojskowych w Hajdarabadzie przegrywając tylko z Chinką Zhang Li.

### 2008
Najważniejszymi zawodami 2008 roku były igrzyska olimpijskie w Pekinie. Abakumowa przed tą imprezą wygrała m.in. zimowy puchar Europy w rzutach oraz mistrzostwa Rosji. Dwa tygodnie przed igrzyskami, 2 sierpnia, poprawiła rekord kraju należący od 2000 do Natalii Szykolenko i wynoszący 67,20 rzucając w Irkucku 67,25. Eliminacje do konkursu olimpijskiego rozegrano na stadionie narodowym w stolicy Chin 19 sierpnia od 9 rano czasu miejscowego – Rosjanka w pierwszej próbie osiągnęła 61,23 (minimum kwalifikacyjne ustalono na poziomie 61,50), a w drugiej posłała oszczep na odległość 63,48 i ostatecznie została sklasyfikowana na trzeciej lokacie eliminacji. Finałowa rywalizacja oszczepniczek odbyła się 21 sierpnia. Abakumowa prowadziła w finale od pierwszej kolejki, w której osiągnęła wynik 69,32 – drugie miejsce z wynikiem 69,22 zajmowała reprezentantka Czech Barbora Špotáková. Rosjanka w drugim rzucie osiągnęła wynik 69,08, a w czwartej serii posłała oszczep na odległość 70,78 ustanawiając nowy rekord Europy. W ostatniej – szóstej kolejce – rzucająca jako przedostatnia Czeszka Špotáková poprawiła wynik Abakumowej na 71,42 i ostatecznie to ona zdobyła złoty medal igrzysk olimpijskich (w swoim ostatnim podejściu Rosjanka rzuciła 67,52). Po olimpijskim sukcesie rodzina Abakumowej otrzymała nowe mieszkanie w Krasnodarze – wcześniej oszczepniczka przez dwa lata (od czasu przeprowadzki z rodzinnego Stawropolu) mieszkała w akademiku.

### 2009
Abakumowa sezon rozpoczęła od zwycięstwa w mityngu w Krasnodarze już 17 stycznia, a następnie wygrała zimowe mistrzostwa Rosji oraz okazała się najlepszą oszczepniczką rozegranego na Teneryfie zimowego pucharu Europy w rzutach. Latem, po zajęciu trzeciego miejsca w superlidze drużynowego czempionatu Starego Kontynentu, została wicemistrzynią Rosji. 16 sierpnia wygrała eliminacje na mistrzostwach świata uzyskując najlepszy wynik w sezonie – 68,92. Dwa dni później po rzucie na odległość 66,06 stanęła na trzecim stopniu podium mistrzostw globu przegrywając z reprezentantką Niemiec Steffi Nerius i Czeszką Špotákovą. Po czempionacie wygrała wszystkie pozostałe zawody, w których startowała m.in. ostatnią edycję światowego finału lekkoatletycznego. Z powodu zażywania środków dopingowych w 2018 roku zostały anulowane jej wyniki od 2008 do 2012. Na skutek decyzji straciła medal.

### 2010
Na początku 2010 wygrała zimowe mistrzostwa Rosji oraz zajęła drugą pozycję w zawodach zimowego pucharu Europy w rzutach lekkoatletycznych w Arles (przegrała ze Słowenką Martiną Ratej, która ustanowiła rekord swojego kraju). 14 maja wygrała zawody diamentowej ligi Qatar Athletic Super Grand Prix 2010 z wynikiem 68,89 – najlepszym na świecie w sezonie. Po zawodach w Katarze zdiagnozowano u niej kontuzję kolana jednak już po miesiącu oszczepniczka wróciła do treningu. Po zajęciu trzeciego miejsca w superlidze drużynowego czempionatu Starego Kontynentu wystartowała w mistrzostwach Europy – w Barcelonie uzyskała trzeci wynik eliminacji (62,52), a w finale uplasowała się na piątym miejscu z rezultatem 61,46. Na koniec sezonu znalazła się w składzie Europy na puchar interkontynentalny – Abakumowa wygrała te zawody z rezultatem 68,14.

### 2011

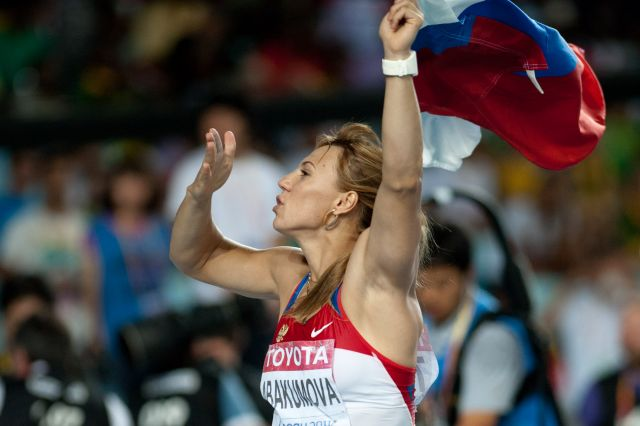
Rosjanka po zdobyciu mistrzostwa świata

W swoim pierwszym starcie w sezonie 2011 – 24 lutego – Abakumowa wygrała zimowe mistrzostwa Rosji osiągając najlepszy wynik na świecie – 65,12. 26 maja zwyciężyła w mityngu Golden Gala w Rzymie. Podczas zawodów w Bańskiej Bystrzycy Martina Ratej odebrała Rosjance najlepszy wynik w sezonie na świecie rzucając 65,89 – rezultat ten kilka tygodni później poprawiła Niemka Christina Obergföll, która osiągnęła rezultat 66,22 podczas superligi drużynowych mistrzostw Europy (Abakumowa zajęła czwartą lokatę). 28 czerwca na mityngu w Velenje uzyskała wynik 67,98 i ponownie została liderką tabel. Podczas mistrzostw świata w Taegu zdobyła złoty medal, a jej wynik z tych zawodów – 71,99 – jest drugim najlepszym rezultatem w historii rzutu oszczepem kobiet. Jest to też rekord mistrzostw świata. Na zakończenie sezonu zajęła drugie miejsce w plebiscycie European Athletics na najlepszą lekkoatletykę Europy przegrywając tylko ze swoją rodaczką Mariją Sawinową.

### 2012
Podczas rozegranych 11 maja w Dosze zawodów Qatar Athletic Super Grand Prix 2012 zaliczanych do IAAF Samsung Diamentowa Liga zwyciężyła osiągając najlepszy na świecie w sezonie 2012 rezultat – 66,86 i pokonała mistrzynię olimpijską z Pekinu Czeszkę Barborę Špotákovą.

### 2016
W sierpniu został jej odebrany srebrny medal olimpijski wywalczony na Igrzyskach w Pekinie.

## Osiągnięcia
| Rok  | Impreza                                 | Miejsce               | Pozycja           | Wynik | Źródło |
| ---- | --------------------------------------- | --------------------- | ----------------- | ----- | ------ |
| 2003 | Mistrzostwa świata juniorów młodszych   | Sherbrooke            | 4. miejsce        | 51,41 | [ 6 ]  |
| 2004 | Mistrzostwa świata juniorów             | Grosseto              | el. – 25. miejsce | 43,95 | [ 23 ] |
| 2005 | Zimowy puchar Europy w rzutach          | Mersin                | 2. miejsce        | 59,06 | [ 9 ]  |
| 2005 | Superliga pucharu Europy                | Florencja             | 7. miejsce        | 55,00 | [ 7 ]  |
| 2005 | Mistrzostwa Europy juniorów             | Kowno                 | 1. miejsce        | 57,11 | [ 24 ] |
| 2005 | Uniwersjada                             | Izmir                 | 8. miejsce        | 53,48 | [ 25 ] |
| 2007 | Zimowy puchar Europy w rzutach          | Jałta                 | 1. miejsce        | 59,42 | [ 10 ] |
| 2007 | Młodzieżowe mistrzostwa Europy          | Debreczyn             | 6. miejsce        | 54,25 | [ 30 ] |
| 2007 | Mistrzostwa świata                      | Osaka                 | 7. miejsce        | 61,43 | [ 31 ] |
| 2007 | Światowe igrzyska wojskowych            | Hajdarabad            | 2. miejsce        | 59,60 | [ 32 ] |
| 2008 | Zimowy puchar Europy w rzutach          | Split                 | 1. miejsce        | 62,07 | [ 11 ] |
| 2008 | Superliga pucharu Europy                | Annecy                | 2. miejsce        | 61,78 | [ 8 ]  |
| 2008 | Igrzyska olimpijskie                    | Pekin                 | DSQ               | 70,78 | [ 2 ]  |
| 2009 | Zimowy puchar Europy w rzutach          | Teneryfa              | DSQ               | 61,87 | [ 12 ] |
| 2009 | Superliga drużynowych mistrzostw Europy | Leiria                | DSQ               | 62,01 | [ 14 ] |
| 2009 | Mistrzostwa świata                      | Berlin                | DSQ               | 66,06 | [ 4 ]  |
| 2009 | Światowy finał lekkoatletyczny IAAF     | Saloniki              | DSQ               | 64,60 | [ 45 ] |
| 2010 | Zimowy puchar Europy w rzutach          | Arles                 | DSQ               | 65,21 | [ 13 ] |
| 2010 | Superliga drużynowych mistrzostw Europy | Bergen                | DSQ               | 58,24 | [ 15 ] |
| 2010 | Mistrzostwa Europy                      | Barcelona             | DSQ               | 61,46 | [ 49 ] |
| 2010 | Puchar interkontynentalny               | Split                 | DSQ               | 68,14 | [ 50 ] |
| 2011 | Superliga drużynowych mistrzostw Europy | Sztokholm             | DSQ               | 64,21 | [ 16 ] |
| 2011 | Mistrzostwa świata                      | Daegu                 | DSQ               | 71,99 | [ 5 ]  |
| 2012 | Igrzyska olimpijskie                    | Londyn                | DSQ               | 59,34 | [ 3 ]  |
| 2013 | Zimowy puchar Europy w rzutach          | Castellón de la Plana | 1. miejsce        | 69,34 |        |
| 2013 | Uniwersjada                             | Kazań                 | 1. miejsce        | 65,12 |        |
| 2013 | Mistrzostwa świata                      | Moskwa                | 3. miejsce        | 65,09 |        |
| 2015 | Mistrzostwa świata                      | Pekin                 | el. – 30. miejsce | 56,08 |        |